# El Gato Negro (cómic)
El Gato Negro es el nombre de dos superhéroes de cómics, creados por Richard Domínguez (Dallas, 1960), y que aparecieron en el Universo de Azteca Productions. Ambos personajes hicieron su primera aparición en El Gato Negro #1 (octubre de 1993).
En la continuidad del cómic, Agustín Guerrero fue el primero en ostentar el título de El Gato Negro en la década de 1950, creando el seudónimo para formarse una exitosa carrera en lucha libre mexicana. Sin embargo, sus motivos cambiaron pronto, ya que decidió utilizar su talento para luchar contra el elemento criminal que asolaba el sur de Texas. Agustín retiró su alter ego a finales de los años 60, pero su nieto lo adoptó tres décadas más tarde.
Francisco Guerrero, la segunda y actual encarnación de El Gato Negro, es nieto de Agustín. Francisco se gana la vida como trabajador social en el sur de Texas y dedica la mayor parte de su tiempo libre al servicio comunitario. Cansado de la creciente tasa de criminalidad en el Valle del Bajo Río Grande y atormentado por el asesinato de su amigo Mario, Francisco continúa el legado de El Gato Negro, pasando sus noches luchando contra el crimen con la ayuda de su fiel amigo e inventor de sus armas y herramientas, Antonio Trujillo. Esta versión recibe a menudo comparaciones con Batman, que es de hecho una de las muchas influencias del personaje.

## Creación
Los personajes de El Gato Negro fueron creados por el dibujante y guionista de cómics Richard Dominguez, apareciendo ambos por primera vez en El Gato Negro #1 (octubre de 1993) publicado bajo el sello Azteca Productions del propio Domínguez. La serie original seguía las aventuras de Francisco Guerrero, un trabajador social que vive en Edinburg, Texas y nieto del Gato Negro original, que adopta el antiguo nombre de guerra de su abuelo para vengar la muerte de su mejor amigo. La serie también introdujo a Agustín Guerrero, el Gato Negro original de principios de los 50 y finales de los 60, como personaje secundario principal. Aunque el personaje se retiró oficialmente de sus antiguas actividades como justiciero, Agustín apareció disfrazado en el clímax del primer arco argumental titulado "Paso desconocido, regreso inolvidable" (El Gato Negro #1-3).
En un principio, Domínguez tenía la intención de presentar a El Gato Negro como miembro de un grupo de superhéroes mayoritariamente latinos apodado Equipo Tejas, pero tras hacer bastante más hincapié en el desarrollo de su personaje, Domínguez decidió finalmente abandonar el proyecto del Equipo Tejas para más adelante. La identidad secreta del personaje, Francisco Guerrero, fue ideada para tener vínculos directos con la Revolución Mexicana. Su nombre de pila lo tomó prestado del revolucionario mexicano Francisco "Pancho" Villa, mientras que el apellido Guerrero fue elegido principalmente por su traducción al español de "Warrior", aunque Domínguez ha insinuado un significado más histórico, que aún no ha sido revelado. Mientras tanto, el alter ego compartido de El Gato Negro se originó en un asentamiento abandonado con el nombre de "El Gato", situado al sur de Pharr, Texas.
La personalidad y el diseño visual del personaje estaban muy influenciados por los superhéroes de cómic y pulp favoritos del propio Domínguez (sobre todo Batman) junto con luchadores mexicanos clásicos como El Santo. Otra fuerte influencia fue Lee Falk y su obra El Fantasma, un luchador contra el crimen que se cree inmortal pero que en realidad desciende de 20 generaciones anteriores de luchadores contra el crimen que adoptaron el mismo personaje. Esto, junto con el aprecio de Domínguez por la Edad de Plata del Cómic, inspiró la creación de un predecesor del actual El Gato Negro. Este personaje es ahora conocido como Agustín Guerrero, un antiguo luchador convertido en aventurero de finales de los años 50 y 60.
La encarnación de Francisco Guerrero de El Gato Negro se convirtió en un personaje popular poco después de su introducción, la primera impresión de la serie se agotó en dos meses. Un notable número de 1997 revivió al personaje de Margarito C. Garza llamado Relámpago, su primera aparición publicada en casi quince años. La serie quedó en suspenso a finales de los 90, aunque el personaje siguió apareciendo en otros medios.

### Década del 2000
En 2004, en lugar de retomar la serie original, Domínguez lanzó una serie completamente nueva que continuaba las aventuras de El Gato Negro, titulada "El Gato Negro: Nocturnal Warrior'. Para ello, Domínguez contó con la ayuda de Michael S. Moore como guionista y co-guionista, habiendo trabajado juntos previamente en el primer número publicado de Equipo Tejas. La serie también contó con el trabajo del dibujante invitado Efren Molina, mientras que Domínguez actuó como dibujante y entintador. La combinación del estilo de escritura de Moore y los lápices de Molina dieron a la nueva serie algunos cambios estilísticos respecto a su predecesora.
Actualmente se planea publicar una serie recopilatoria de la serie original de El Gato Negro. También se está desarrollando una nueva serie limitada titulada Lucha Grande Comics que presentará las primeras aventuras de Agustín Guerrero.

## Biografía de los personajes

### Agustín "Gus" Guerrero
Separado del Batallón Texas durante una incursión, Agustín se perdió en las duras selvas de Corea sólo para encontrarse con un exiliado guerrero y asesino japonés conocido como "El Gato Negro". Formando una alianza, el Gato Negro entrenó adecuadamente al tejano perdido en artes marciales y sigilo. Tras ser rescatado y licenciado del ejército, Agustín regresó al sur de Texas para iniciar una carrera en la Lucha Libre. Reconociendo un motivo felino recurrente en su vida, Agustín eligió la identidad de El Gato Negro, prometiendo traer mala suerte a sus oponentes. Sin embargo, fueron sus actividades como justiciero fuera del ring las que le convirtieron en una leyenda entre las comunidades del sur de Texas. La encarnación de Agustín de El Gato Negro se había convertido en una parte tan importante del folclore local que pocos reconocían siquiera su existencia, refiriéndose a él como un "cuento de hadas". Sin embargo, sus motivos cambiaron pronto, ya que decidió utilizar su talento para luchar contra el elemento criminal que asolaba el sur de Texas. Agustín retiró posteriormente el alter ego a finales de los años sesenta, sólo para que su nieto lo adoptara tres décadas después.

### Francisco "Pancho" Guerrero

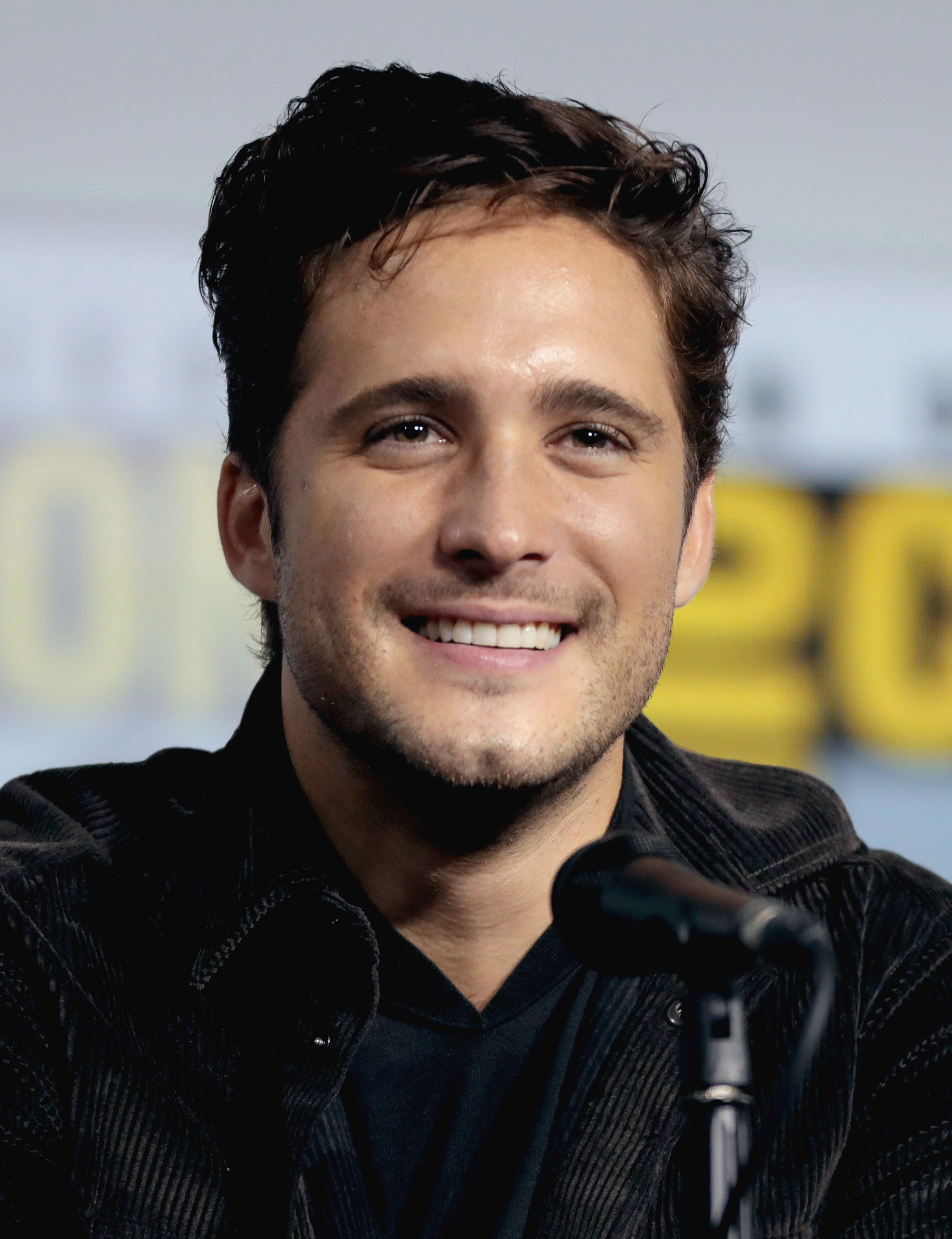
Diego Boneta encarnará a Frank Guerrero en la serie El Gato (2025).

El segundo y actual Gato Negro, Francisco Guerrero, es un trabajador social de día y un vigilante de noche. Los ciudadanos del suroeste de Texas creen que Francisco es El Gato Negro original, que regresa una vez más para librar a Texas del mal. Antes de convertirse en el nuevo El Gato, Francisco estaba cada vez más cansado de la creciente tasa de criminalidad en su ciudad natal de Edinburg, Texas. La gota que colmó el vaso fue la muerte de su amigo Mario, un Texas Ranger de la patrulla fronteriza que fue dominado y asesinado por varios narcotraficantes. Decidido a pasar a la acción, con el permiso de su abuelo, Francisco adoptó el apodo de El Gato Negro y operó como el Guerrero Nocturno durante varios meses, luchando con éxito contra el crimen. A pesar de ser popular entre los ciudadanos de su comunidad, El Gato Negro es perseguido constantemente por las fuerzas del orden locales, dirigidas por el capitán de policía Miguel Bustamonte, mejor amigo de Francisco y hermano mayor de Mario.

### Antonio Trujillo
Antiguo miembro del EZLN en el estado mexicano de Chiapas, Antonio emigró a Edinburg, Texas, Estados Unidos, junto con su esposa Rosarita, donde ambos lucharon por adaptarse a sus nuevas vidas. Afortunadamente, el trabajador social Francisco "Pancho" Guerrero ayudó a la pareja a instalarse en su nuevo hogar y a obtener la ciudadanía. Más tarde, Antonio consiguió trabajo en un taller mecánico local y, con el tiempo, se convirtió en propietario de su propio establecimiento, "Taller Trujillo". Francisco confía a su amigo su identidad como El Gato Negro y, a cambio de su ayuda, Antonio construye gran parte de las herramientas que necesita para luchar contra el crimen.

## En otros medios

### Adaptación cinematográfica
A partir de enero de 2016, Richard Domínguez estuvo trabajando con el escritor convertido en director Michael S. Moore en la dirección y el rodaje de una adaptación de acción en vivo cortometraje titulado El Gato Negro: Prey.

### Adaptación televisiva
El Gato: En febrero de 2019, Deadline Hollywood informó que MGM Television está desarrollando una serie de televisión de El Gato Negro, con el actor mexicano Diego Boneta como protagonista y productor ejecutivo de la serie a través de su productora Three Amigos, y con Joel Novoa como coproductor ejecutivo. La actriz Lorenza Izzo se unió al elenco en mayo de 2024.
En septiembre de 2019, Robert Rodríguez se unió al proyecto para dirigir y producir ejecutivamente, con la serie originalmente programada para Apple TV+.
En febrero de 2024, Amazon Prime Video (propietaria de MGM) dio luz verde a la serie, ahora titulada El Gato, para su producción en la primavera de 2024.